# Tamana (Berg)
Der Mount Tamana auf Trinidad ist mit 307 m die höchste Erhebung der Central Range, in der Mitte Trinidads.
Auf dem Weg zum Gipfel des Berges befindet sich eine ausgedehnte Fledermaushöhle. Trinidad hat die größte Fledermauspopulation der Erde, bezogen auf die Fläche. Tausende von Fledermäusen schwärmen in der abendlichen Dämmerung aus einer Art Schlot, der den Ausgang der unterirdischen Höhle darstellt. Sie gehen auf nächtliche Insektenjagd und auf die Suche nach reifen Früchten.
Vom Gipfelplateau hat man einen freien Blick auf die 1000 m hohe nördliche Gebirgskette Northern Range. Einige Bereiche des Berges sind mit Citrus-, Bananen-, Papaya- und Kakaoplantagen kultiviert. Außerdem gibt es Muskatnuss-, Sternfrucht- und viele andere Bäume.